# Vostok 5
Vostok 5 foi a quinta missão do Programa Vostok, o primeiro projeto tripulado do programa espacial soviético, realizada em um voo simultâneo com a Vostok 6. O cosmonauta desta missão foi Valeri Bykovski. O voo ocorreu entre 14 e 19 de junho de 1963. Originalmente planejada para uma semana, a missão durou apenas cinco dias devido a problemas técnicos. Nessa missão, foi a primeira vez que um eclipse foi visto do espaço, sendo um eclipse solar.

## Tripulação
- Valeri Bykovski

## Parâmetros da missão
- Massa: 4,720 kg
- Perigeu: 181 km
- Apogeu: 235 km
- Inclinação:  64.9°
- Período orbital: 88.4 min

## Missão
Os principais objetivos da missão, além da aproximação em órbita com a Vostok 6, eram o estudo de diversos fatores da falta de gravidade no corpo humano, experiências médico-biológicas e uma nova elaboração e melhoria nos sistemas da espaçonave.
O lançamento do Cosmódromo de Baikonur foi adiado várias vezes devido à alta atividade solar e a problemas técnicos com a Vostok. Combinado com uma anormal atividade atmosférica graças à incomum atividade solar, a cápsula rapidamente perdeu altura em órbita e a temperatura em seu interior atingiu altos níveis de calor.
As naves Vostok 5 e Vostok 6 ficaram a uma distância de 5 km uma da outra, permitindo comunicação por rádio entre as duas naves. A missão tinha sido planejada para um recorde de oito dias em órbita, no entanto, os problemas decorrentes da atividade solar combinados com falhas técnicas apressaram o retorno, ordenado pelo controle de terra, mais a missão também teria para Valeri um enorme presente.
Em 16 de junho enquanto a Vostok orbitava a Ásia, ouve uma enorme escuridão dentro da nave enquanto as luzes dos painéis de controle brilhavam, uma enorme sombra redonda pairava sobe a Terra, era um eclipse solar. Valeri descreveu-o como a "bola gigante". Observadores da Índia, China e o leste da União Soviética avistaram o fenômeno. Moradores de cidades ou vilarejos apreciaram a passagem da espaçonave que brilhava como uma estrela. Assim como hoje é apreciada a passagem da Estação Espacial Internacional, mais Valeri teve pouco tempo para apreciar o eclipse, pois ele sofreu com um problema não especificado de seu sistema de lixo, que tornou as condições da cabine muito desconfortáveis. Houve problemas de temperatura no módulo de equipamentos e ocorreu novamente o problema com o módulo de reentrada.
A Vostok 5 pousou na tarde de 19 de junho nas pradarias cazaques, dois km a oeste de Caratal, vila no norte do Casaquistão. Bykovski, ejetado da nave durante a descida, como os cosmonautas anteriores, desceu de pára-quedas a dois km dela, entre duas árvores, e foi transportado até o local do pouso por moradores do lugar. Um monumento, que retrata um cosmonauta flutuando num traje de voo, cercado por estrelas, telescópios, planetas e o sol, foi erguido no local.